# Su-1
Su-1, I-330 – radziecki samolot myśliwski zaprojektowany przez Pawła Suchoja. Oblatany w październiku 1940 roku. Nie produkowany seryjnie. Jego wersją rozwojową był Su-3. 